# Василије Шијаковић
Василије Шијаковић (31. јул 1929 — 10. новембар 2003) био је југословенски фудбалер и репрезентативац.
Са репрезентацијом Југославије, играо је на Светском првенству 1958. године у Шведској.